# Jorkširski terijer
Jorkširski terijer  (Yorkshire terrier) je mala pasmina pasa. 
Patuljasti Yorkshire dosiže visinu od 11 - 15 cm, težinu do 3,2 kg, dok Yorkie normalne veličine zna doseći visinu do 19 cm te težinu do 6 kg. Uzgajaju se već preko 100 godina.

## Povijest
Uzgajani su u početku da budu mali lovci. Danas to više nisu, ali je ta osobina malog lovca i ratnika ostala zabilježena u njihovim genima. Yorkshire vuče podrijetlo iz Engleske. Na početku 19. stoljeća koristili su ga za lov zbog njegove hrabrosti i veličine. Engleska je tada bila vrlo siromašna. Kako ne bi ubijali životinje za lov po šumama, svi psi veći od 19 cm bili su zabranjeni. Kraljevski sluge hodali su naokolo s obručem promjera 19 cm, a pas koji nije mogao proći kroz obruč, odmah bi bio ubijen.

## Karakter
Vrlo su znatiželjni, hrabri i uvijek spremni na svaku avanturu, što ih nerijetko dovodi u velike nevolje i nezgode. Vlasnici ih moraju zato neprestano imati pod kontrolom, uza sebe i na povodniku (vodilici). Jorkširski terijer vrlo je lojalan svojem vlasniku, a sumnjičav prema strancima i gostima u kući. Agresivan je prema drugim psima, posebno manjim od sebe, bolje se slažu s odraslijom djecom.
Ipak, to je jedna od najljubaznijih, najneagresivnijih te najzaigranijih pasmina. Lako uče i treniraju, tvrdoglavi su i zahtijevaju punu pažnju svojih vlasnika te energično brane svoj teritorij (stan). Ne smije im se popuštati u odgoju jer postaju neurotični i tada neumjerno laju, te ih je nužno odučiti od toga. Uza sve to oni su jedna od najobožavanijih malih pasmina, jer osvajaju svojom umiljatošću, slatkoćom i energijom "malog ratnika". Lako se prilagode životu u stanu i vrlo su aktivni unutar njega. Osjetljivi su na hladnoću i preferiraju boravak u toplom okolišu. 
Mali su psi i lako ih je voditi na putovanja u tzv. transporterima, a vole boraviti u njima i kad nisu na putu, gdje spavaju i preko noći jer im je nužan osjećaj sigurnosti i zaštićenosti.

## Izgled
Zlatno smeđe su boje s crnim paležom, duge, sjajne i fine dlake poput svile koja se proteže od kičme i pada s obje strane do poda. Ako se ne izlažu (na psećim izložbama), vlasnici ih obično šišaju na kraću dužinu. Vrlo su živahnih pokreta, crnog nosića i očiju, normalnog škarastog zubala, ušiju u obliku slova "V", vrlo obilne i duge dlake na području glave koju je nužno vezivati u repić da se ne bi prljala pri hranjenju te da mu vidno polje bude što preglednije. Zato većina vlasnika trima dlaku na glavi svojih ljubimaca. 
Potrebna je dnevna briga o njegovoj dlaci, jer za izložbe ona mora biti besprijekorne boje, izgleda i sjaja što se postiže brižnim i ispravnim češljanjem (ne čupanjem) dlake, vezivanjem u repić na glavi i vezivanjem ostale dlake na tijelu pomoću svilenih papirića da bi se očuvala duljina i kvaliteta, te kupanjem sa specijalnim šamponima namijenjenim za tu vrstu dlake. Na žalost pravu tajnu o njezi dlake terijera znaju samo stari i iskusni uzgajivači i "groomeri".

## Bolesti
Uglavnom pate od bronhitisa i problema zubnog propadanja te od paraliza ekstrermiteta uzrokovanim hernijom diska leđnih kralježaka. Skokovi i padovi dovode do lomova ionako već malih i fragilnih kostiju. Peporuka je hraniti ih isključivo premium suhom hranom zbog zdravlja usne šupljine i koštanog sistema (prethodno navedeni problemi). 
Prosječan životni vijek jorkširskog terijera je od 12 do 15 godina. Ekstremno patuljasti jorkširski terijeri imaju kraći životni vijek.